# Gelotia
Gelotia là một chi nhện trong họ Salticidae.